# بني تدجيت
بني تدجيت هي جماعة قروية في إقليم فجيج بجهة الشرق، وتقع على بعد 300 كلم من مدينة مكناس. تعتبر بني تدجيت قيادة ضمن الإقليم تضم كذلك تالسينت التي تبعد عنها بـ 30 كلم. تعتبر المنطقة غنية بالثروات المعدنية والتي تضم الرصاص أساساً المتواجد بعدة مناجم خاصة جبل بوظهر والذي يشكل استخراجه بالإضافة إلى الفلاحة التقليدية النشاط الأساسي للساكنة البالغ تعدادها 149 16 نسمة (حسب إحصاء سنة 2014). اشتقت تسمية بني تدجيت من الأمازيغية وهي مركبة من لفظين بني أي «البناء» وتدجيت أي «الصعود إلى الجبل». مناخ المنطقة جاف متميز بارتفاع الحرارة لكن ذلك لا يمنع من نزول تساقطات ثلجية خلال فصل الشتاء والتي تكون مصحوبة بانخفاض شديد في درجات الحرارة المميزة للمناطق الجبلية. وتعرف البلدة بكونها هادئة من حيت حركية السكان ومهمشة اقتصاديا واداريا بحكم انها في أقصى غرب اقليم فجيج